# Örményország a 2000. évi nyári olimpiai játékokon
Örményország az ausztráliai Sydneyben megrendezett 2000. évi nyári olimpiai játékok egyik részt vevő nemzete volt. Az országot az olimpián 10 sportágban 25 sportoló képviselte, akik összesen 1 érmet szereztek.

## Érmesek
| Érem  | Versenyző       | Sportág    | Versenyszám |
| ----- | --------------- | ---------- | ----------- |
| Bronz | Arszen Melikjan | Súlyemelés | 77 kg       |

## Atlétika
| Versenyző          | Versenyszám | Selejtező | Selejtező | Döntő    | Döntő    |
| Versenyző          | Versenyszám | Eredmény  | Helyezés  | Eredmény | Helyezés |
| ------------------ | ----------- | --------- | --------- | -------- | -------- |
| Sirak Pogoszjan    | Távolugrás  | 724 cm    | 44.*      | kiesett  | kiesett  |
| Armen Martiroszjan | Hármasugrás | 14,95 m   | 35.       | kiesett  | kiesett  |

Női
| Anna Nasziljan | 800 m | 2:14,86 | 7. | 34. | kiesett | kiesett | kiesett | kiesett | kiesett | kiesett | kiesett | kiesett |

* - egy másik versenyzővel azonos eredményt ért el

## Birkózás
Kötöttfogású
| Versenyző           | Versenyszám | Csoportkör                                                                                      | Csoportkör | Negyeddöntő       | Elődöntő          | Bronz- mérkőzés   | Döntő             | Helyezés |
| Versenyző           | Versenyszám | Ellenfél Eredmény                                                                               | Hely.      | Ellenfél Eredmény | Ellenfél Eredmény | Ellenfél Eredmény | Ellenfél Eredmény | Helyezés |
| ------------------- | ----------- | ----------------------------------------------------------------------------------------------- | ---------- | ----------------- | ----------------- | ----------------- | ----------------- | -------- |
| Karen Mnacakanjan   | 58 kg       | 3. csoport · Jim Gruenwald (USA) · 3-4 · Ihar Pjatrenka (BLR) · 2-4                             | 3.         | kiesett           | kiesett           | kiesett           | kiesett           | 15.      |
| Vaginak Galsztjan   | 63 kg       | 3. csoport · Akaki Csacsua (GEO) · 5-6 · Yi Shanjun (CHN) · 2-2                                 | 2.         | kiesett           | kiesett           | kiesett           | kiesett           | 12.      |
| Levon Gegamjan      | 76 kg       | 4. csoport · Ara Abrahamian (SWE) · 0-3 · Dimítriosz Avrámisz (GRE) · 1-3                       | 3.         | kiesett           | kiesett           | kiesett           | kiesett           | 18.      |
| Rafajel Szamurgasev | 97 kg       | 2. csoport · Szergej Matvijenko (KAZ) · 0-6 · Reynaldo Peña (CUB) · 1-0                         | 2.         | kiesett           | kiesett           | kiesett           | kiesett           | 14.      |
| Hajkaz Galsztjan    | 130 kg      | 5. csoport · Rulon Gardner (USA) · 0-6 · Giuseppe Giunta (ITA) · 0-1 · Omrane Ayari (TUN) · 3-2 | 3.         | kiesett           | kiesett           | kiesett           | kiesett           | 13.      |

Szabadfogású
| Versenyző         | Versenyszám | Csoportkör                                                                                                | Csoportkör | Negyeddöntő                 | Elődöntő          | Bronz- mérkőzés                                | Döntő             | Helyezés |
| Versenyző         | Versenyszám | Ellenfél Eredmény                                                                                         | Hely.      | Ellenfél Eredmény           | Ellenfél Eredmény | Ellenfél Eredmény                              | Ellenfél Eredmény | Helyezés |
| ----------------- | ----------- | --- | ---------- | --------------------------- | ----------------- | ---------------------------------------------- | ----------------- | -------- |
| Martin Berberjan  | 58 kg       | 6. csoport · Jevhen Buszlovics (UKR) · 1-5 · Arif Abdullayev (AZE) · 11-1 · Othmar Kuhner (GER) · 14-2    | 2.         | kiesett                     | kiesett           | kiesett                                        | kiesett           | 6.       |
| Arsak Hajrapetjan | 63 kg       | 4. csoport · Mikalaj Szavin (BLR) · 7-4 · Makszat Boburbekov (KGZ) · 6-2                                  | 1.         | Mohammad Talaei (IRI) · 2-3 | kiesett           | Az 5. helyért · Carlos Ortíz (CUB) · (sérülés) |                   | 5.       |
| Arajik Gevorgjan  | 69 kg       | 5. csoport · Arszen Gityinov (RUS) · 1-3 · Edison Hurtado (COL) · 10-0 · Nikólaosz Loizídisz (GRE) · 12-2 | 2.         | kiesett                     | kiesett           | kiesett                                        | kiesett           | 7.       |

## Cselgáncs
Férfi
| Versenyző         | Versenyszám | Selejtező         | 32-es főtábla                    | Nyolcaddöntő      | Negyeddöntő       | Elődöntő          | Vigaszág első kör | Vigaszág negyeddöntő | Vigaszág elődöntő | Bronz- mérkőzés   | Döntő             | Helyezés    |
| Versenyző         | Versenyszám | Ellenfél Eredmény | Ellenfél Eredmény                | Ellenfél Eredmény | Ellenfél Eredmény | Ellenfél Eredmény | Ellenfél Eredmény | Ellenfél Eredmény    | Ellenfél Eredmény | Ellenfél Eredmény | Ellenfél Eredmény | Helyezés    |
| ----------------- | ----------- | ----------------- | -------------------------------- | ----------------- | ----------------- | ----------------- | ----------------- | -------------------- | ----------------- | ----------------- | ----------------- | ----------- |
| Vardan Voszkanjan | Légsúly     |                   | Marek Matuszek (SVK) · 0010-1001 | kiesett           | kiesett           | kiesett           |                   |                      |                   |                   |                   | helyezetlen |

## Kajak-kenu

### Síkvízi
Férfi
| Versenyző          | Versenyszám        | Előfutam | Előfutam | Előfutam | Elődöntő | Elődöntő | Elődöntő | Döntő   | Döntő    |
| Versenyző          | Versenyszám        | Idő      | Hely.    | Össz.    | Idő      | Hely.    | Össz.    | Idő     | Helyezés |
| ------------------ | ------------------ | -------- | -------- | -------- | -------- | -------- | -------- | ------- | -------- |
| Vlagyimir Grusihin | Kajak egyes 500 m  | 1:42,430 | 4.       | 11.      | kizárták | kizárták | kizárták | kiesett | kiesett  |
| Vlagyimir Grusihin | Kajak egyes 1000 m | 3:40,623 | 5.       | 20.      | 3:41,143 | 4.       | 12.      | kiesett | kiesett  |

## Műugrás
Férfi
| Versenyző              | Versenyszám        | Selejtező | Selejtező | Elődöntő | Elődöntő | Döntő   | Döntő    |
| Versenyző              | Versenyszám        | Pont      | Helyezés  | Pont     | Helyezés | Pont    | Helyezés |
| ---------------------- | ------------------ | --------- | --------- | -------- | -------- | ------- | -------- |
| Hovhannesz Avtandiljan | Egyéni toronyugrás | 284,91    | 38.       | kiesett  | kiesett  | kiesett | kiesett  |

## Ökölvívás
| Versenyző          | Versenyszám | Selejtező                         | Nyolcaddöntő                 | Negyeddöntő                    | Elődöntő          | Döntő             | Helyezés |
| Versenyző          | Versenyszám | Ellenfél Eredmény                 | Ellenfél Eredmény            | Ellenfél Eredmény              | Ellenfél Eredmény | Ellenfél Eredmény | Helyezés |
| ------------------ | ----------- | --------------------------------- | ---------------------------- | ------------------------------ | ----------------- | ----------------- | -------- |
| Vahtang Darcsinjan | Légsúly     |                                   | Ilfat Razjapov (RUS) · 20-11 | Bolat Zsumagyilov (KAZ) · 8-15 | kiesett           | kiesett           | 6.       |
| Aram Ramazjan      | Harmatsúly  | Teimuraz Khurtsilava (GEO) · 9-12 | kiesett                      | kiesett                        | kiesett           | kiesett           | 17.      |
| Artur Gevorgjan    | Könnyűsúly  | Nurzsan Karimzsanov (KAZ) · 6-16  | kiesett                      | kiesett                        | kiesett           | kiesett           | 17.      |

## Sportlövészet
Férfi
| Versenyző        | Versenyszám           | Selejtező | Selejtező | Döntő   | Döntő    |
| Versenyző        | Versenyszám           | Pont      | Helyezés  | Pont    | Helyezés |
| ---------------- | --------------------- | --------- | --------- | ------- | -------- |
| Hracsja Petikjan | Sportpuska, összetett | 1156      | 29.*      | kiesett | kiesett  |

* - egy másik versenyzővel azonos eredményt ért el

## Súlyemelés
| Versenyző        | Versenyszám | Szakítás | Szakítás | Lökés    | Lökés    | Összesen | Helyezés |
| Versenyző        | Versenyszám | Eredmény | Helyezés | Eredmény | Helyezés | Összesen | Helyezés |
| ---------------- | ----------- | -------- | -------- | -------- | -------- | -------- | -------- |
| Rudik Petroszjan | 69 kg       | 147,5    | 6.*      | 187,5    | 2.*      | 335,0    | 5.       |
| Arszen Melikjan  | 77 kg       | 167,5    | 1.*      | 197,5    | 4.       | 365,0    |          |
| Gagik Hacsatrjan | 85 kg       | 175,0    | 3.*      | 205,0    | 6.*      | 380,0    | 5.       |
| Asot Danieljan   | +105 kg     | kizárták | kizárták | kizárták | kizárták | kizárták | kizárták |

* - egy másik versenyzővel azonos eredményt ért el

## Tenisz
Férfi
| Versenyző           | Versenyszám | 64-es főtábla                   | 32-es főtábla     | Nyolcaddöntő      | Negyeddöntő       | Elődöntő          | Bronz- mérkőzés   | Döntő             | Helyezés |
| Versenyző           | Versenyszám | Ellenfél Eredmény               | Ellenfél Eredmény | Ellenfél Eredmény | Ellenfél Eredmény | Ellenfél Eredmény | Ellenfél Eredmény | Ellenfél Eredmény | Helyezés |
| ------------------- | ----------- | ------------------------------- | ----------------- | ----------------- | ----------------- | ----------------- | ----------------- | ----------------- | -------- |
| Szargisz Szargszjan | Egyes       | Kristian Pless (DEN) · 3-6, 4-6 | kiesett           | kiesett           | kiesett           | kiesett           | kiesett           | kiesett           | 33.      |

## Úszás
Férfi
| Versenyző         | Versenyszám | Előfutam | Előfutam | Előfutam | Elődöntő | Elődöntő | Elődöntő | Döntő   | Döntő    |
| Versenyző         | Versenyszám | Idő      | Hely.    | Össz.    | Idő      | Hely.    | Össz.    | Idő     | Helyezés |
| ----------------- | ----------- | -------- | -------- | -------- | -------- | -------- | -------- | ------- | -------- |
| Dimitri Margarjan | 50 m gyors  | 25,29    | 6.       | 58.      | kiesett  | kiesett  | kiesett  | kiesett | kiesett  |

Női
| Versenyző        | Versenyszám | Előfutam | Előfutam | Előfutam | Elődöntő | Elődöntő | Elődöntő | Döntő   | Döntő    |
| Versenyző        | Versenyszám | Idő      | Hely.    | Össz.    | Idő      | Hely.    | Össz.    | Idő     | Helyezés |
| ---------------- | ----------- | -------- | -------- | -------- | -------- | -------- | -------- | ------- | -------- |
| Juliana Mihejeva | 50 m gyors  | 29,79    | 7.       | 63.      | kiesett  | kiesett  | kiesett  | kiesett | kiesett  |